# 노지리촌 (후쿠시마현)
노지리촌 (野尻村)은 후쿠시마현 오누마군에 있던 촌이다. 현재의 쇼와촌 북안에 해당한다.

## 역사
- 1889년 4월 1일 - 정촌제 시행에 의해 4촌의 구역으로 성립하였다.
- 1927년 11월 23일 - 오아시촌과 합병해 쇼와촌이 성립하여, 동일 노지리촌이 폐지되었다.

## 참고문헌
- 角川日本地名大辞典 7 福島県